# 調布市立八雲台小学校
調布市立八雲台小学校（ちょうふしりつ やぐもだいしょうがっこう）は、東京都調布市八雲台にある公立小学校。

## 沿革
- 1951年（昭和26年）9月1日 - 調布第一小学校八雲台分教場として開校
- 1952年（昭和27年）4月頃 - 調布町立八雲台小学校に改称